# Wassup Rockers
Wassup Rockers é um filme estadunidense de 2005 escrito e dirigido por Larry Clark.

## Sinopse
O filme retrata o confronto entre jovens adolescentes de diferentes culturas na região centro-sul de Los Angeles.